# Isla de San Vicente (San Vicente y las Granadinas)
San Vicente (en inglés: Saint Vincent) es una isla volcánica en el mar Caribe, que a pesar de tener solo 345 km² es el territorio más extenso del país de San Vicente y las Granadinas. Está ubicada entre Santa Lucía y Granada. Está formada por montañas volcánicas parcialmente sumergidas.

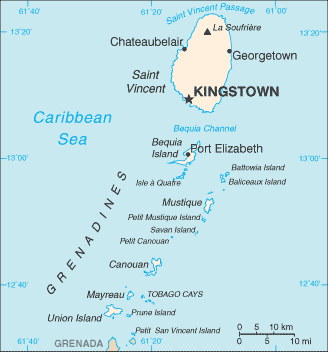
La isla de San Vicente y las Granadinas.

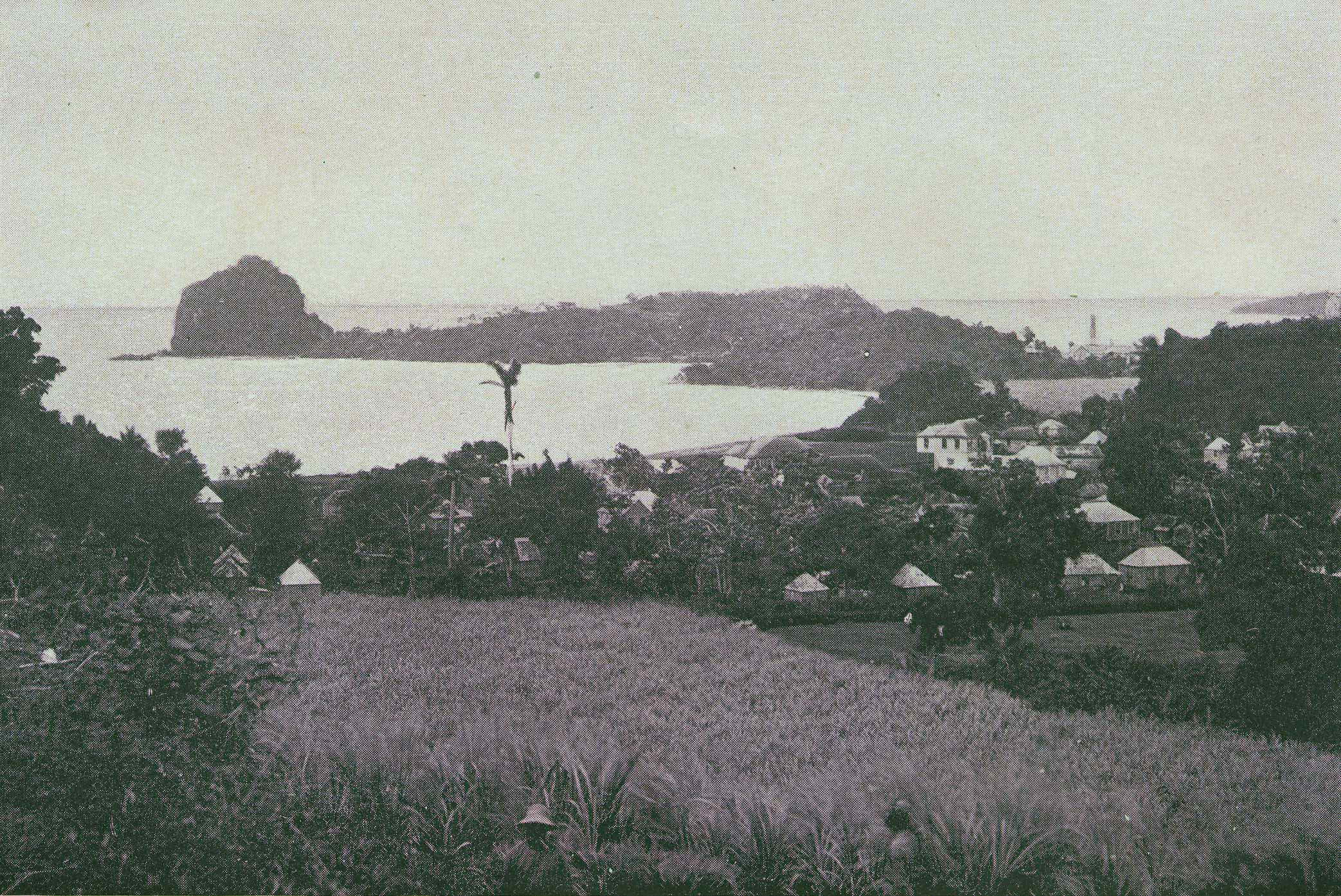
Kingstown, San Vicente, 1890.

Aunque es un tema objeto de controversia, se considera que el nombre de la Isla deriva de que fue descubierta por Cristóbal Colón en su tercer viaje, en 1498, el 22 de enero, festividad del patrón de Lisboa, San Vicente de Zaragoza.
Durante el siglo XVIII la isla fue disputada entre Francia y Gran Bretaña, hasta que fue cedida a los británicos en 1783. Alcanzó su independencia el 27 de octubre de 1979. Su población es de aproximadamente 110 000 personas. La capital es Kingstown, con 19 300 habitantes; otras poblaciones importantes son Layou, Barrouallie, Chateaubelair, Georgetown y Calliaqua.
El punto más alto de la isla es el volcán La Soufrière, con 1220 m de altura: es un volcán activo, cuyas erupciones más recientes fueron en 1812, en 1902, cuando causó la muerte de 2000 personas, y más recientemente el "viernes negro", el 13 de abril de 1979. En abril de 2021, el volcán volvió a entrar en erupción tras 42 años.
La economía de San Vicente depende en gran medida de la agricultura; la producción de banano representa un 60 % del empleo de los trabajadores. El turismo internacional es la otra fuente importante de ingresos de la isla. La principal industria es el procesamiento de alimentos.